# Abies alba

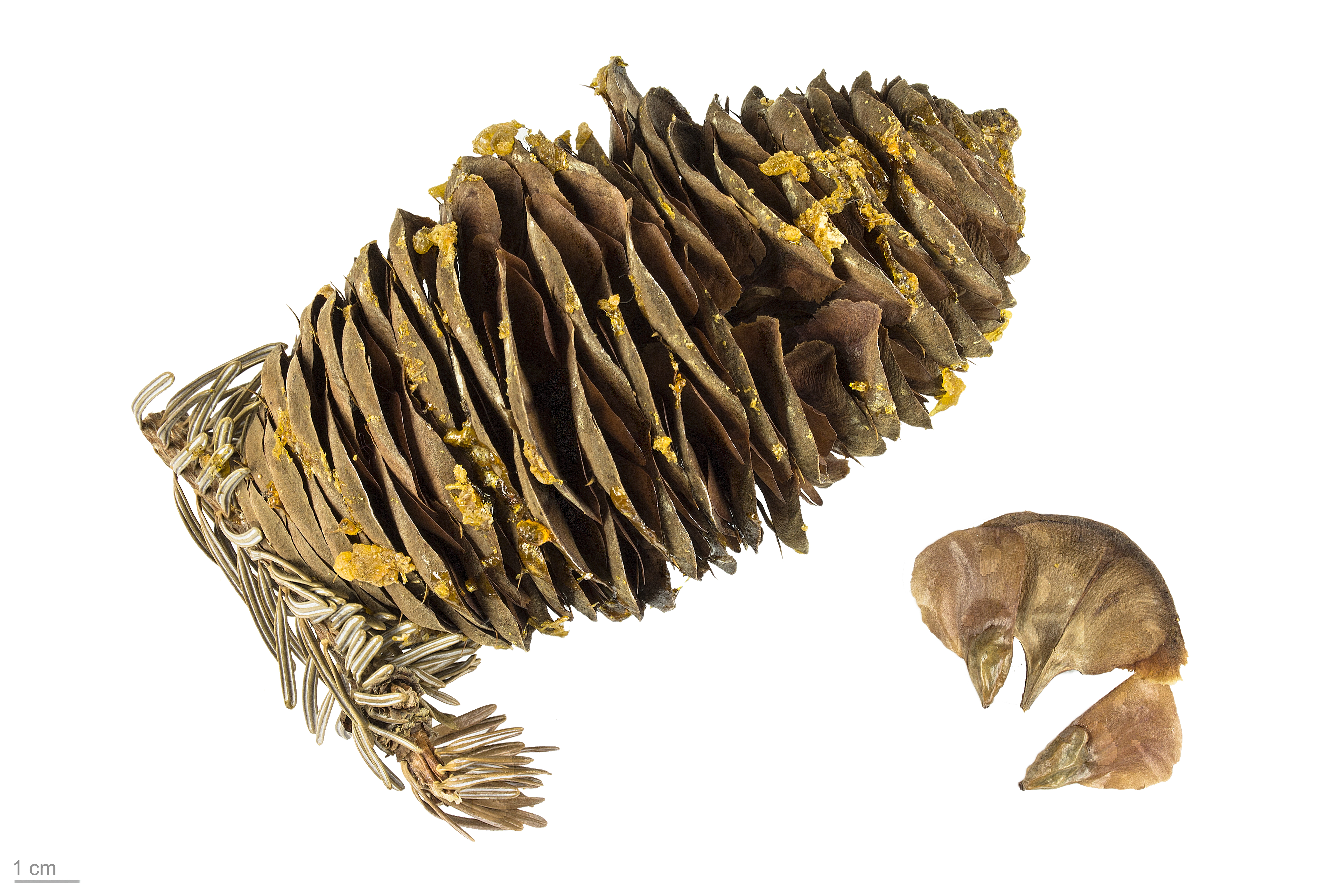
Abies alba

Abies alba là một loài thực vật hạt trần trong họ Thông. Loài này được Mill. miêu tả khoa học đầu tiên năm 1759. Chúng có nguồn gốc từ các ngọn núi ở Châu Âu, từ Pyrenees đến phía bắc Normandy, tới phía đông dãy núi Anpơ và Dãy núi Karpat, Slovenia, Croatia, Bosnia, Herzegovina và đến tận phía nam của miền nam nước Ý và miền bắc Serbia.